# Clément Fabre
Clément Fabre (Rodez, 19 mei 1989) is een Frans voetballer.
Fabre speelde als verdediger of als verdedigende middenvelder. Hij speelde lange tijd voor Tours FC (met een onderbreking bij CA Bastia) en kwam in België uit voor AFC Tubize, Oud-Heverlee Leuven en RWDM. Vervolgens speelde hij nog een periode bij Blagnac FC in een lagere klasse.